# Honzen-ryōri
Honzen-ryōri (本 膳 料理) és un dels tres estils bàsics de la gastronomia del Japó i una forma altament ritualizada de servir els aliments, en els quals els plats prescrits es disposen acuradament i es serveixen a les safates de potes; al sopar de migdia, sopar normal. Honzen ha desaparegut en gran manera des de mitjans del segle xx, tot i que uns quants restaurants encara serveixen el que consideren ryōri correcte. Sobreviu en bona part avui com una de les principals influències de la cuina kaiseki.
Honzen va sorgir entre les cases guerreres durant el període Muromachi (segle XIV), en contrast amb l'anterior yūsoku ryōri (有 職 料理) (segle ix) de l'aristocràcia. Això va correspondre amb l'auge de la classe guerrera.
Durant el període Muromachi després del shogun Ashikaga Yoshimitsu al segle xiv, es va desenvolupar un elaborat sistema formal de menjars, conegut com (honzen-ryōri (本 膳 料理). Començaria amb el shiki-sankon (式 三献 "triple ronda de begudes"), el romanent del qual és el san san kudo intercanviat entre el nuvi de la núvia en casaments tradicionals japonesos. Un patró típic és shichigosan (七五 三 "7-5-3"), que pot referir-se a tres safates amb 7, 5 i 3 plats, tot i que sembla haver-hi interpretacions diferents, i altres han suggerit que això indica la ronda triple de begudes, seguida de 5 rondes, després de 7 safates. ] Els menjars per als hostes es serveixen a sanpō (三方), on la safata (tècnicament anomenada oshiki (折 敷)) és sostinguda per sota d'un marc de caixa amb tres dels costats buidats per forats grans. reservat per a la casa imperial 